# Nikon D2X
Die Nikon D2X ist eine digitale Spiegelreflexkamera des japanischen Herstellers Nikon, die im Oktober 2004 in den Markt eingeführt wurde. Der Hersteller richtete sie an Berufsfotografen.

## Technische Merkmale
Der 12,5-Megapixel-CMOS-Bildsensor erlaubt Aufnahmen mit maximal 4.288 × 2848 Pixeln. Er besitzt eine Größe von 23,7 mm × 15,7 mm (Herstellerbezeichnung DX-Format) und bedingt einen Formatfaktor von ca. 1,5.

## ModellvarianteNikon D2Xs
Im Juli 2006 führte der Hersteller das weiterentwickelte Modell Nikon D2Xs in den Markt ein.

## Zubehör

### Wi-Fi-Sendemodul
Für beide Kameras wird umfangreiches Zubehör angeboten.
Mit dem Wi-Fi-Sendemodul WT-1, das unter die Kamera geschraubt wird, ist sie in der Lage, Bilder nach dem WLAN-Standard IEEE 802.11b direkt per FTP zu funken.
Das Wi-Fi-Modul WT-2  unterstützt zusätzlich IEEE 802.11g und kann so Bilder mit einer Geschwindigkeit von bis zu 54 Mbit/s (6,7 MByte/s) übertragen. Die kabellose Fernsteuerung der Kamera ist mit dem Zubehörteil ebenfalls möglich.

### Objektive
Folgende Objektive können mit beiden Kameras verwendet werden:
- AF-, AF-D-, AF-S-, AF-G- und DX-Objektive sind ohne Einschränkungen verwendbar.
- Mit Ai-P-Objektiven funktioniert der Autofokus nicht, alle sonstigen Kamerafunktionen werden unterstützt.
- Auf Ai umgebaute sowie original Ai-, Ai-S-, Serie-E- und F3AF-Objektive ermöglichen nur Zeitautomatik, aber keinen Autofokus und auch keine Blenden- und Programmautomatik, da die Kamera nicht die Objektivblende beeinflussen kann. Nach Eingabe der Objektivdaten können diese Objektive wie CPU-Objektive verwendet werden.
- Non-Ai-Objektive können nicht angesetzt werden.